# Kristie Lu Stout

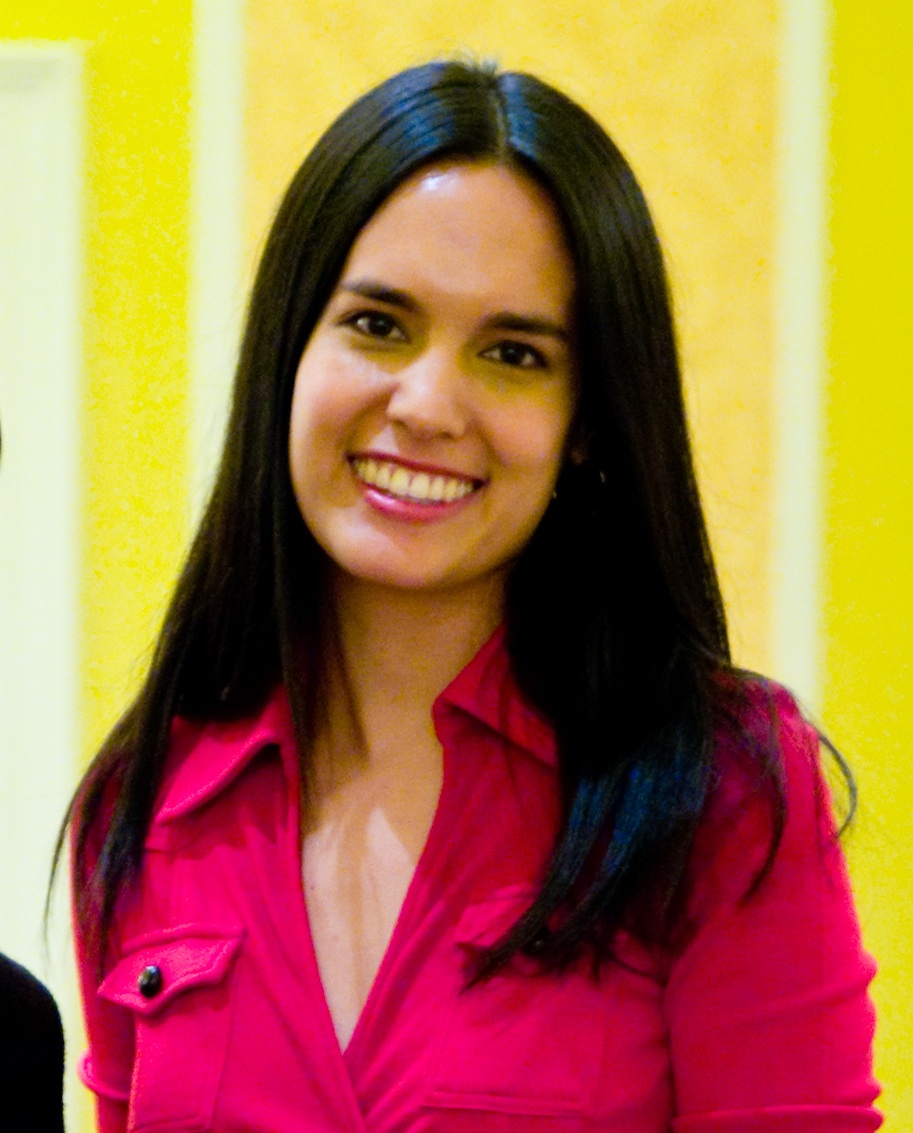
Kristie Lu Stout (2008)

Kristie Lu Stout (* 7. Dezember 1974) ist eine US-amerikanische Journalistin und Fernsehmoderatorin.

## Leben und Arbeit
Lu Stout besuchte die Lynbrook High School in San Jose, Kalifornien. Danach erwarb sie einen Bachelor- und einen Masterabschluss im Fach „Media studies“ (Medienwissenschaft) der Stanford University. Darüber hinaus studierte sie Mandarin an der Tsinghua-Universität in Peking. Ihren Einstieg ins journalistische Fach fand sie in San Francisco, wo sie für die Online-Abteilung des Magazin Wired tätig war.
Seit 2001 arbeitet Lu Stout als Journalistin für den US-amerikanischen Nachrichtensender CNN. Gemeinsam mit ihrem Co-Moderator Hugh Riminton präsentiert Stout seit 2005 die werktägliche Nachrichtensendung CNN Today, die im CNN-Studio in Hongkong aufgezeichnet wird, sowie das monatliche Format Global Office. Zuvor gestaltete sie als Technologie-Korrespondentin Beitragsfilme (die häufig als Rubrik Tech Watch firmierten) für verschiedene Sendungen. In dieser Eigenschaft interviewte sie insbesondere zahlreiche Persönlichkeiten aus den Bereichen Computer und Internet, so den Microsoft-Gründer Bill Gates, Amazon.com-Gründer Jeff Bezos, eBay Geschäftsführer Meg Whitman und Wikipedia-Gründer Jimmy Wales. Ihre Technik-Reportagen umfassen unter anderem Berichte zu den Anfängen von Web 2.0 und der Wikipedia (2003), zudem war sie die erste CNN-Reporterin, die über die Plattform Second Life von "innen" berichtete.
Als Korrespondentin berichtete sie aus Seoul, dem Silicon Valley (Technologie-Trends), München (Fußballweltmeisterschaft 2006), Tokio (anlässlich des historischen ersten Besuches eines  chinesischen Staatschefs, Wen Jiabao, in Japan), Russland (G8-Treffen 2006), Vietnam (anlässlich des Eintritts von Vietnam in die WTO). Für CNNs Reihe "Eye on China" berichtet sie parallel zu ihrer Haupttätigkeit in Hongkong regelmäßig aus Shanghai.
Zudem war Lu Stout in der Vergangenheit für die Online-Abteilung der Nachrichtenagentur Reuters und für verschiedene Zeitungen tätig. Für die chinesische Tageszeitung South China Morning Post verfasste sie etwa zeitweise die Kolumne Beijing Byte. Als Dozentin hielt sie Vorlesungen zum Thema Journalismus an den Universitäten Peking, Hongkong und der Nationaluniversität von Singapur.